# Cornélie Chavannes
Cornélie Chavannes (Vevey, 22 maart 1794 - Lausanne, 14 april 1874) was een Zwitserse pedagoge en onderwijzeres.

## Biografie
Cornélie Chavannes was een dochter van Daniel-Alexandre Chavannes. Als kind werd ze onderwezen in de schoot van haar familie. Vanaf de oprichting van 1837 was ze directrice van de normaalschool voor onderwijzeressen van het kanton Vaud. In 1840 bracht ze een handboek uit voor de specifieke opleiding voor meisjes, Cours d'économie domestique, dat in 1843 in het Duits werd vertaald. Na de revolutie van de radicalen in het kanton Vaud in 1845 nam ze samen met Frédéric Gauthey, de directeur van de normaalschool voor onderwijzers, ontslag uit sympathie voor de Réveilbeweging. Vervolgens opende ze een school in Lausanne, waar ze in 1874 overleed.

## Werken
- (fr)  Cours d'économie domestique, 1840.